# Municipio de Kittanning
El municipio de Kittanning (en inglés: Kittanning Township) es un municipio ubicado en el condado de Armstrong en el estado estadounidense de Pensilvania. En el año 2000 tenía una población de 2.359 habitantes y una densidad poblacional de 29.7 personas por km².

## Geografía
El municipio de Kittanning se encuentra ubicado en las coordenadas 40°45′10″N 79°26′35″O / 40.75278, -79.44306.

## Demografía
Según la Oficina del Censo en 2000 los ingresos medios por hogar en la localidad eran de $35,642 y los ingresos medios por familia eran $39,911. Los hombres tenían unos ingresos medios de $31,614 frente a los $19,500 para las mujeres. La renta per cápita para la localidad era de $14,979. Alrededor del 12.5% de la población estaban por debajo del umbral de pobreza.